# LaVern Baker
Delores LaVern Baker (Chicago, 11 novembre 1929 – New York, 10 marzo 1997) è stata una cantante statunitense.

## Biografia
Nata a Chicago, è occasionalmente conosciuta come Delores Williams a seguito del matrimonio con Eugene Williams. Nella seconda metà degli anni '40 ha firmato un contratto con la RCA Victor. Si è esibita nei principali locali di Chicago come Little Miss Sharecropper o Bea Baker. Nei primi anni '50 ha tolto il nome d'arte e ha adottato il nome LaVern Baker dopo la sua collaborazione nel gruppo di Todd Rhodes.. Ha firmato un contratto discografico da solista con la Atlantic Records. La sua prima pubblicazione da solista è Soul on Fire (1955). Ha pubblicato diversi brani R&B e blues di successo come Tweedlee De, Bop-Ting-A-Ling, Play It Fair, Jim Dandy, Still, I Cried a Tear e altri. Ha lavorato come attrice e personaggio televisivo al fianco di Ed Sullivan e Alan Freed.
Nel 1966 ha duettato in Think Twice con Jackie Wilson.
Ha lavorato per un certo periodo in Vietnam come intrattenitrice dei soldati durante la guerra del Vietnam. Lì si è gravemente ammalata, ma ha poi continuato a lavorare come direttrice di un night club per marines in una base navale delle Filippine, dove rimase circa venti anni.
Dal 1987-1988 ha lavorato per le colonne sonore di diversi film come Dick Tracy, A Rage in Harlem e Angel Heart - Ascensore per l'inferno.
Nel 1991 è stata inserita nella Rock and Roll Hall of Fame.
È morta per complicanze cardiache nel 1997 a New York. Solo nel 2008 è stata posta una lapide nel luogo in cui è stata sepolta.

## Discografia parziale
Singoli
- 1954 I Can't Hold Out Any Longer R&B #11
- 1954 Tweedlee Dee R&B #3
- 1955 Bop-Ting-a-Ling R&B #3
- 1955 That's All I Need R&B #6
- 1955 Play It Fair R&B #2(3)
- 1956 My Happiness Forever R&B #13
- 1956 Get Up, Get Up (Your Sleepy Head) R&B #15
- 1956 Still R&B #4
- 1956 I Can't Love You Enough R&B #7
- 1956 Jim Dandy R&B #1(1)
- 1956 Tra La La R&B #15
- 1957 Jim Dandy Got Married R&B #7
- 1957 Humpty Dumpty Heart R&B #15
- 1957 St. Louis Blues R&B #24
- 1958 It's So Fine R&B #24
- 1958 I Cried A Tear R&B #2(5)
- 1959 I Waited Too Long R&B #5
- 1959 So High So Low R&B #12
- 1959 If You Love Me R&B #26
- 1959 Tiny Tim R&B #18
- 1960 Shake A Hand R&B #11
- 1960 Wheel Of Fortune R&B #25
- 1960 Bumble Bee R&B #18
- 1961 You're The Boss (duet with Jim Ricks) R&B #9
- 1961 Saved R&B #17
- 1962 See See Rider R&B #7